# Gerard Boekhoven
Gerardus (Gerard) Boekhoven jr. (Rotterdam, 30 november 1909 - Haren (Groningen), 25 maart 2002) was een Nederlands politicus. Hij was van 1951 tot 1952 en van 1956 tot 1959 namens de Partij van de Arbeid lid van de Tweede Kamer der Staten-Generaal. Tevens was hij burgemeester en maakte hij deel uit van de Provinciale Staten van Groningen.

## Leven en werk
Boekhoven was een zoon van Gerardus Boekhoven en Johanna Frederika Nanninga en een broer van Gerrit Boekhoven. Hij was gehuwd met Johanna Keizer uit Groningen. Hij was aanvankelijk graficus van beroep.
Hij speelde in de oorlogsjaren een belangrijke rol in het verzet in en om de stad Groningen. Op 12 januari 1945 werd de verzetsgroep door de Duitse bezetter opgerold en belandde Boekhoven in het concentratiekamp Neuengamme.
Hij was burgemeester van Nieuwe Pekela van 1945 tot 1958 en vervolgens van Hoogezand-Sappemeer tot 1974. Na zijn pensionering was hij waarnemend burgemeester van Appingedam van 1975 tot 1977. Namens de PvdA was hij lid van de Tweede Kamer van 1951 tot 1952 en van 1956 tot 1959. Van 1959 tot 1970 was hij lid van de Provinciale Staten van de provincie Groningen. De voormalige openbare bibliotheek Boekhoven in Hoogezand en het Burgemeester Boekhoven Sportpark in Nieuwe Pekela zijn naar hem vernoemd. 
Zijn zoon Rudi Boekhoven was al vanaf zijn 29e burgemeester en ook zoon Hans Boekhoven is lange tijd burgemeester geweest.

## Onderscheidingen
- Officier in de Orde van Oranje Nassau (ON.4)[1] op 29 april 1965[2]
- Oorlogsherinneringskruis met gespen voor "Bijzondere Verdiensten" in 1949[1]
- Verzetsherdenkingskruis[1] in maart 1982[2]
- Kruis van verdienste I. Klasse in de Orde van Verdienste van de Bondsrepubliek Duitsland[1]
- Ereburger van Hoogezand-Sappemeer[2]

- Biografisch Portaal: 80532311
- International Standard Name Identifier: 0000 0003 9427 6173
- Nederlandse Thesaurus van Auteursnamen: 269287264
- Parlement.com: vg09lkyakiz3
- Virtual International Authority File: 288732339